# Phytolaccaceae
Phytolaccaceae é uma família de plantas angiospérmicas (plantas com flor - divisão Magnoliophyta), pertencente à ordem Caryophyllales.
A ordem à qual pertence esta família está, por sua vez, incluída na classe Magnoliopsida (Dicotiledóneas): desenvolvem, portanto, embriões com dois ou mais cotilédones.

## Gêneros
Segundo o Angiosperm Phylogeny Website esta família é composta pelos seguintes géneros:
- Anisomeria
- Ercilla
- Gallesia
- Hilleria
- Ledenbergia
- Microtea
- Monococcus
- Nowickea
- Petiveria
- Phytolacca
- Rivina
- Schindleria
- Seguieria
- Trichostigma